# Oger, Marne
Oger är en kommun i departementet Marne i regionen Grand Est (tidigare regionen Champagne-Ardenne) i nordöstra Frankrike. Kommunen ligger i kantonen Avize som tillhör arrondissementet Épernay. År 2018 hade Oger 510 invånare.

## Befolkningsutveckling
Antalet invånare i kommunen Oger
| Referens: INSEE |